# Прапор Куби

Прапор, який використовується парламентом Куби

Прапор Куби — один з офіційних символів Куби. Офіційно затверджений 20 травня 1902 року після проголошення незалежності від США. Співвідношення сторін прапора 1:2.
Прапор являє собою прямокутне полотнище, розділене на 5 рівних синіх та білих смуг. У держака розміщений червоний рівносторонній трикутник на якому розміщена біла п'ятипроменева зірка. Згідно з офіційною інформацією три синіх стрічки символізують три частини на які Куба була поділена іспанцями. Дві білі стрічки — прагнення до незалежності. Рівносторонній трикутник — рівність, братерство та свобода, а червоний колір на ньому — кров, яка була пролита за незалежність острову. Біла зірка символізує свободу.

## Конструкція прапора
Кубинський прапор має співвідношення довжини до ширини 2:1. Сині та білі смуги, що чергуються, мають однакову ширину. Червоний шеврон має форму рівностороннього трикутника, який не доходить до середини прапора. Зірка всередині шеврона має діаметр 1⁄3 довжини підйомника. Його середина знаходиться на половині прапора.
| Кольорова схема | Синій       | Червоний   | Білий       |
| --------------- | ----------- | ---------- | ----------- |
| Pantone         | 301         | 485        | White       |
| CMYK            | 100-51-0-34 | 0-95-100-0 | 0-0-0-0     |
| HEX             | #002590     | #CC0D0D    | #FFFFFF     |
| RGB             | 0-37-144    | 204-13-13  | 255-255-255 |

## Історія
Вперше прапор з'явився у червні 1848 року і був розроблений головним редактором «La Verdad» (з ісп. «Правда») Мігелем Толоном і генералом Нарсісо Лопесом. Вперше прапор був піднятий 19 травня 1850 року під час невдалої спроби випровадження іспанців з острова.

## Історія кубинського прапора

Прапор Бургундського Хреста (1521–1843)
Прапор Латинської Америки (1843–1873; 1874–1898)
Прапор Першої Іспанської Республіки (1873–1874)
Прапор Сеспедес у Десятилітній війні (1868–1878)
Перша Республіка Куба (1902–1906; 1909–1959)
Прапор Руху 26 липня
Прапор прем'єр-міністра Куби (1959–1976)
Штандарт президента Куби
Прапор військового уряду Сполучених Штатів на Кубі (1898-1902; 1906–1909)